# Publius Cornelius Cethegus (senator)
Publius Cornelius Cethegus was een Romeins senator uit de Gens Cornelia. In zijn beginjaren stond Cethegus bekend als een aanhanger van Gaius Marius, maar na de terugkomst van Sulla veranderde hij van kamp. In 74 v.Chr. was hij kandidaat om het opperbevel van de troepen te krijgen in Asia om Mithridates VI van Pontus te bestrijden. Lucius Licinius Lucullus wist echter het opperbevel te verkrijgen.